# Вольная борьба на летних Олимпийских играх 1952 — до 87 кг
Соревнования по вольной борьбе в рамках Олимпийских игр 1952 года в полутяжёлом весе (до 87 килограммов) прошли в Хельсинки с 20 по 23 июля 1952 года в «Exhibition Hall I».
Турнир проводился по системе с начислением штрафных баллов. За чистую победу штрафные баллы не начислялись, за победу по очкам борец получал один штрафной балл, за любое поражение (по очкам со счётом 2-1, со счётом 3-0 или чистое поражение) — три штрафных балла. Борец, набравший пять штрафных баллов, из турнира выбывал. Трое оставшихся борцов выходили в финал, проводили встречи между собой. Схватка по регламенту турнира продолжалась 15 минут. Если в течение первых десяти минут не было зафиксировано туше, то судьи могли определить борца, имеющего преимущество. Если преимущество никому не отдавалось, то назначалось шесть минут борьбы в партере, при этом каждый из борцов находился внизу по три минуты (очередность определялась жребием). Если кому-то из борцов было отдано преимущество, то он имел право выбора следующих шести минут борьбы: либо в партере сверху, либо в стойке. Если по истечении шести минут не фиксировалась чистая победа, то оставшиеся четыре минуты борцы боролись в стойке.
В полутяжёлом весе боролись 13 участников. В качестве претендентов на золотую медаль рассматривались действующий олимпийский чемпион Генри Виттенберг и серебряный призёр чемпионата Европы 1949 года, серебряный призёр чемпионата мира 1951 года Викинг Пальм. Неоспоримый фаворит, чемпион мира 1951 года, чемпион Европы 1949 года в среднем весе, олимпийский чемпион в полусреднем весе Яшар Догу оставил карьеру перед олимпийскими играми. Пальм и Виттенберг встретились ещё в третьем круге, и в тяжёлой схватке победу одержал шведский борец. Ещё одну встречу, которая оказалась одной из финальных, в пятом круге провёл Виттенберг с Адилем Атаном, где Виттенберг победил. Таким образом в финале состоялась лишь одна встреча: Пальм против Атана, при этом любая победа Атана обеспечивала первое место для Виттенберга. Но Пальм, победив турецкого борца, снял вопросы о победителе, не доводя дело до подсчёта штрафных очков. 

## Призовые места
- Викинг Пальм (SWE)
- Генри Виттенберг (USA)
- Адиль Атан (TUR)

## Первый круг
| Штрафных баллов | Участник 1             | Результат   | Участник 2            | Штрафных баллов |
| --------------- | ---------------------- | ----------- | --------------------- | --------------- |
| 1               | Викинг Пальм (SWE)     | 3-0         | Кевин Куте (AUS)      | 3               |
| 0               | Генри Виттенберг (USA) | Туше (1:28) | Родольфо Падрон (VEN) | 3               |
| 0               | Вилли Лардон (SUI)     | Туше (0:32) | Роберт Штекле (CAN)   | 3               |
| 1               | Ян Терон (RSA)         | 2-1         | Ширанг Джадав (IND)   | 3               |
| 1               | Аугуст Энглас (URS)    | 3-0         | Адиль Атан (TUR)      | 3               |
| 1               | Макс Ляйхтер (GER)     | 3-0         | Пааво Сеппонен (FIN)  | 3               |
| 0               | Аббас Занди (IRI)      | Пропускал   |                       |                 |

## Второй круг
| Штрафных баллов | Участник 1             | Результат   | Участник 2            | Штрафных баллов |
| --------------- | ---------------------- | ----------- | --------------------- | --------------- |
| 1               | Аббас Занди (IRI)      | 3-0         | Кевин Куте (AUS)      | 6               |
| 1               | Викинг Пальм (SWE)     | Туше (2:28) | Родольфо Падрон (VEN) | 6               |
| 0               | Генри Виттенберг (USA) | Туше (0:53) | Вилли Лардон (SUI)¹   | 3               |
| 2               | Ян Терон (RSA)         | 3-0         | Роберт Штекле (CAN)   | 6               |
| 1               | Аугуст Энглас (URS)    | Туше (0:58) | Ширанг Джадав (IND)   | 6               |
| 3               | Адиль Атан (TUR)       | Туше (0:42) | Макс Ляйхтер (GER)    | 4               |
| 3               | Пааво Сеппонен (FIN)   | Пропускал   |                       |                 |

¹ Снялся с соревнований

## Третий круг
| Штрафных баллов | Участник 1          | Результат    | Участник 2             | Штрафных баллов |
| --------------- | ------------------- | ------------ | ---------------------- | --------------- |
| 2               | Аббас Занди (IRI)   | 3-0          | Пааво Сеппонен (FIN)   | 6               |
| 2               | Викинг Пальм (SWE)  | 3-0          | Генри Виттенберг (USA) | 3               |
| 3               | Адиль Атан (TUR)    | Туше (11:55) | Ян Терон (RSA)         | 5               |
| 1               | Аугуст Энглас (URS) | Туше (3:47)  | Макс Ляйхтер (GER)     | 7               |

## Четвёртый круг
| Штрафных баллов | Участник 1             | Результат | Участник 2          | Штрафных баллов |
| --------------- | ---------------------- | --------- | ------------------- | --------------- |
| 3               | Викинг Пальм (SWE)     | 2-1       | Аббас Занди (IRI)   | 5               |
| 4               | Генри Виттенберг (USA) | 3-0       | Аугуст Энглас (URS) | 4               |
| 3               | Адиль Атан (TUR)       | Пропускал |                     |                 |

## Пятый круг
| Штрафных баллов | Участник 1             | Результат   | Участник 2          | Штрафных баллов |
| --------------- | ---------------------- | ----------- | ------------------- | --------------- |
| 4               | Генри Виттенберг (USA) | Туше (9:14) | Адиль Атан (TUR)    | 6               |
| 4               | Викинг Пальм (SWE)     | 2-1         | Аугуст Энглас (URS) | 7               |

## Финал

### Встреча 1
| Штрафных баллов | Участник 1             | Результат | Участник 2       | Штрафных баллов |
| --------------- | ---------------------- | --------- | ---------------- | --------------- |
| 5               | Викинг Пальм (SWE)     | 2-1       | Адиль Атан (TUR) | 7               |
| 4               | Генри Виттенберг (USA) | Пропускал |                  |                 |